# Torre de Pedra
Torre de Pedra é um município brasileiro do estado de São Paulo. Sua população estimada em 2022 era de 2.046 habitantes, conforme o IBGE (Instituto Brasileiro de Geografia e Estatística).

## História
O desenvolvimento da região onde viria a ser estabelecido o município iniciou-se em 1906.
O município foi criado em 30 de dezembro de 1991. Em 20 de dezembro de 1922, era distrito de Tatuí e em 26 de dezembro de 1927, se tornou distrito de Porangaba. O nome do município advém da existência de uma elevação rochosa, na zona rural, com cerca de setenta e cinco metros de altura, semelhante a uma "torre".
Torre de Pedra recebeu grande impulso em 1963, quando a construtora Andrade Gutierrez, contratada pelo Governo do Estado, iniciou a construção, nas imediações, de um trecho da atual Rodovia Presidente Castelo Branco.

## Geografia
Localiza-se a uma latitude 23º14'40" sul e a uma longitude 48º11'41" oeste, estando a uma altitude de 560 metros. Possui uma área de 71,3 km².

### Hidrografia
- Rio de Santo Inácio
- Rio Feio

### Rodovias
- SP-280 - Rodovia Castello Branco no km 167
- Estrada Vicinal Carlino Francisco Antunes - Via de acesso Torre de Pedra - Castello Branco

## Demografia

### População
| Crescimento populacional                             | Crescimento populacional | Crescimento populacional | Crescimento populacional |
| Ano                                                  | População Total          |                          | %±                       |
| ---------------------------------------------------- | ------------------------ | ------------------------ | ------------------------ |
| 2000                                                 | 2 144                    |                          | —                        |
| 2010                                                 | 2 254                    |                          | 5,1%                     |
| 2022                                                 | 2 046                    |                          | −9,2%                    |
| Est. 2024                                            | 2 063                    | [ 5 ]                    | 0,8%                     |
| Fontes: Censos Demográficos IBGE e Estimativas SEADE |                          |                          |                          |

## Política e administração
- Prefeito: Emerson José da Mota  (2017/2020)
- Vice-prefeito: Maria Rosa Soares Gomes (Fia do Posto)
- Presidente da câmara: Genivaldo Antonio Vicentini (Nei da Farmácia) (2017/2018)

## Infraestrutura

### Comunicações
Em 1992, um ano após a emancipação, a cidade tinha apenas duas linhas telefônicas, que atendiam a todos os moradores da época. Por fim o sistema de telefones automáticos, assim como o sistema de discagem direta à distância (DDD) com o código de área (0152), foram implantados pela Telecomunicações de São Paulo (TELESP).
Ainda na década de 90 o código DDD da cidade foi alterado para (015), para padronização do sistema telefônico com a telefonia celular que estava sendo implantada em todo o estado.

## Religião
Torre de Pedra é o município paulista com maior porcentagem de protestantes. População de Torre de Pedra por filiação religiosa (2010):
- Protestantes - 67,9%
  - Presbiterianos - 15,1%
  - Congregação Cristã no Brasil - 10,2%
  - Igreja Pentecostal O Brasil para Cristo - 12,5%
  - Igreja Evangélica Assembleia de Deus - 5,1%
  - Igreja Adventista do Sétimo Dia - 0,5%
  - Outras Igrejas Pentecostais/Neopentecostais - 10,1%
- Católicos Romanos - 20%
- Sem religião/ Não determinada - 8,8%
- Testemunhas de Jeová - 1,6%
- Outras religiosidades cristãs - 0,9%
- Tradições Esotéricas - 0,5%
- Budistas - 0,2%
- Espíritas - 0,1%

O Cristianismo se faz presente na cidade da seguinte forma:

### Igreja Católica
- A igreja faz parte da Diocese de Itapetininga.[15]

### Igrejas Evangélicas
Entre as igrejas protestantes históricas, pentecostais e neopentecostais, encontram-se na cidade:
- Assembleia de Deus Ministério do Belém.[18][19]
- Congregação Cristã no Brasil.[20]